# Campeonato Mundial de Para-Atletismo de 2017 - 1500 metros feminino
As competições de 1500 metros feminino no Campeonato Mundial de Para-Atletismo de 2017 foram divididas em algumas categorias conforme o tipo e grau de deficiência das atletas.

## Sumário de medalhistas
| Cat. | Medalha de ouro                    | Medalha de prata                                               | Medalha de bronze           |
| ---- | ---------------------------------- | -------------------------------------------------------------- | --------------------------- |
| T11  | Joanna Mazur Guia: Michal Stawicki | Maritza Arango Buitrago Guia: Jonathan Daybes Sánchez González | Zheng Jin Guia: Wang Zipeng |
| T13  | Sanaa Benhama                      | Somaya Bousaid                                                 | Najah Chouaya               |
| T20  | Barbara Niewiedział                | Liudmyla Danylina                                              | Ilona Biacsi                |
| T54  | Tatyana McFadden                   | Amanda McGrory                                                 | Madison de Rozario          |

## Categoria T13
A disputa, que envolveu atletas das categorias T12 e T13, ocorreu em uma final única entre seis atletas, em 14 de julho. Os resultados estão em minutos.
| Pos.              | Atleta                 | País     | Resultado | Notas |
| ----------------- | ---------------------- | -------- | --------- | ----- |
| Medalha de ouro   | Sanaa Benhama          | Marrocos | 4:40.40   |       |
| Medalha de prata  | Somaya Bousaid         | Tunísia  | 4:40.89   |       |
| Medalha de bronze | Najah Chouaya          | Tunísia  | 4:46.16   |       |
| 4                 | Greta Streimikyte      | Irlanda  | 4:47.54   |       |
| 5                 | Nelly Nasimiyu Munialo | Quênia   | 5:07.60   |       |
| 6                 | Elena Congost          | Espanha  | 5:28.22   |       |